# Voulez-Vous (Album)
Voulez-Vous ist das sechste Studioalbum der schwedischen Pop-Gruppe ABBA. Es  erschien 1979 und ist das einzige Werk der Gruppe, das nicht ausschließlich in Schweden produziert wurde. Es erreichte in elf Ländern Platz eins der Charts; auch die vier Singleauskopplungen wurden alle Nummer-eins-Hits.

## Musikstil
Voulez-Vous gilt als das am stärksten vom Disco-Stil der späten 70er Jahre beeinflusste Album von ABBA. Neben stark rhythmusbetonten, tanzflächenorientierten Stücken prägen jedoch auch sanfte Klavier- und Gitarrenballaden den musikalischen Stil des Albums.

## Entstehungsgeschichte
Die Aufnahmen für das Album begannen im Frühjahr 1978. Zu Beginn war geplant, das Album schon Ende 1978 fertigzustellen und zu veröffentlichen. Begonnen wurde mit den beiden Liedern Lovers (Live a Little Longer) und Lovelight im März 1978. Nach einem Promotionaufenthalt in den USA von Ende April bis Anfang Mai wurde im kommenden Monat Summer Night City aufgenommen, das somit zum ersten im zur selben Zeit eröffneten Polar Music Studio aufgenommene ABBA-Lied wurde. Im August wurden die Sessions mit The King Has Lost His Crown fortgesetzt, und im September erschien mit Summer Night City schließlich die erste Single der Aufnahmesessions. Obwohl das Stück in seiner Entwicklungsphase ein Sorgenkind der Komponisten gewesen war, erreichte es in Schweden Platz 1 der Charts, womit es dort nach Dancing Queen der dritte Nummer-eins-Hit von ABBA war. Zwar war geplant, die Single im Herbst auch in den USA zu veröffentlichen, doch da noch kein Veröffentlichungstermin des neuen Albums bekannt war und der Präsident von Atlantic Records, Jerry Greenberg, eine Single nicht ohne ein rasch folgendes Album lancieren wollte, wurde die Veröffentlichung abgesagt.
Nachdem die beiden Songs Angeleyes und If It Wasn’t for the Nights im Oktober 1978 aufgenommen worden waren, widmete sich die Gruppe im November einer zehntägigen Promotiontour in Japan. Obwohl japanische Musik-Experten im Vorfeld meinten, ABBA würden dort bei weitem nicht denselben Erfolg wie in Europa und Australien erreichen, überzeugten sie das japanische Publikum durch Medieninterviews, Fernsehauftritte und ein eigenes TV-Special. Bereits eine Woche nach ihrer Abreise gelangte Summer Night City auf Platz 1 in diversen Singlecharts, sowie die früheren Alben Greatest Hits, Arrival und ABBA – The Album in die Top-Ten der Albumcharts.
Zwischen ABBAs Rückkehr nach Schweden, weiteren Promotionauftritten beispielsweise in Großbritannien und der Fortsetzung der Aufnahmen wurde die Produktion des Albums zusätzlich von der Trennung von Agnetha Fältskog und Björn Ulvaeus überschattet. Nachdem es bereits seit 1977 private Differenzen gegeben hatte, spitzte sich der Konflikt bis Ende 1978 so weit zu, dass Fältskog nach Weihnachten mit den Kindern aus dem gemeinsamen Haus auszog. Später merkte sie in Bezug auf das Album an: „Ich bin mir nicht sicher, ob die Produktion vielleicht aufgrund dessen besser war. Wir haben all unsere Gefühle mit in die Waagschale geworfen. Außerdem sprechen wir auch miteinander über die jeweiligen Texte, von denen auf Voulez-Vous einige sehr persönlicher Natur sind. Viele Dinge laufen auf emotionaler Ebene ab; auf der Bühne, im Studio, aber auch privat, und dies schwingt bei den Platten immer ein wenig mit.“
Im Dezember folgten die Aufnahmen für Chiquitita, das im selben Monat fertiggestellt und im Januar 1979 als Beitrag zum UNICEF-Benefizkonzert des „Internationalen Jahr des Kindes“ in New York City erstmals aufgeführt wurde. Während der Song in Europa sogleich auch als Single veröffentlicht und ein Hit wurde, kam er in den USA erst im Oktober auf den Markt. Ebenfalls im Januar 1979 traten Andersson und Ulvaeus eine Reise auf die Bahamas an, um sich zu neuen Songs inspirieren zu lassen. Unter anderem waren sie bestrebt, viel Musik von amerikanischen Radiosendern zu hören und so mehr Abstand zu den veralteten Hits aus den schwedischen Radios zu gewinnen. Als die beiden von ihrer Reise nach Schweden zurückkehrten, und dabei auch Erfahrungen sowie Grundspuren in den in Miami ansässigen Criteria Studios gemacht hatten, konnten die Aufnahmen für das Album Ende März 1979 mit den Songs Does Your Mother Know, Voulez-Vous, I Have a Dream, Kisses of Fire und As Good as New abgeschlossen werden.
Die LP Voulez-Vous wurde am 23. April 1979 in Schweden und vier Tage später in Großbritannien veröffentlicht. Sie beinhaltet insgesamt vier Singleauskopplungen. Aufgrund der großen Nachfrage auf Interviews von Medien aus aller Welt verzichtete die Gruppe nach der Veröffentlichung auf eine eigene Promotion-Tour. Kurz bevor sich die Gruppe im Herbst 1979 auf ihre nächste große Tournee durch die Vereinigten Staaten und Europa begab, wurde der neue Song Gimme! Gimme! Gimme! (A Man After Midnight) aufgenommen und im Oktober als Single veröffentlicht. Zwar befanden sich daneben auch Summer Night City und Lovelight nicht auf der Titelliste des Albums, sie erschienen allerdings 2001 auf der Remasterversion.

## Titelliste

### Seite 1
1. As Good as New
2. Voulez-Vous
3. I Have a Dream
4. Angeleyes
5. The King Has Lost His Crown

### Seite 2
1. Does Your Mother Know
2. If It Wasn’t for the Nights
3. Chiquitita
4. Lovers (Live a Little Longer)
5. Kisses of Fire

In den Jahren 1997 und 2001 wurde jeweils eine digital überarbeitete Version veröffentlicht.

## Kommerzieller Erfolg

### Chartplatzierungen

#### Album
| ChartsChartplatzierungen       | Höchstplatzierung | Wochen |
| ------------------------------ | ----------------- | ------ |
| Deutschland (GfK)              | 1 (58 Wo.)        | 58     |
| Österreich (Ö3)                | 2 (40 Wo.)        | 40     |
| Schweden (GLF)                 | 1 (34 Wo.)        | 34     |
| Schweiz (IFPI)                 | 65 (44 Wo.)       | 44     |
| Vereinigte Staaten (Billboard) | 19 (27 Wo.)       | 27     |
| Vereinigtes Königreich (OCC)   | 1 (45 Wo.)        | 45     |

| ChartsJahrescharts (1979) | Platzierung |
| ------------------------- | ----------- |
| Deutschland (GfK)         | 11          |
| Österreich (Ö3)           | 7           |

| ChartsJahrescharts (1980) | Platzierung |
| ------------------------- | ----------- |
| Deutschland (GfK)         | 74          |

Die LP erreichte in Finnland, Norwegen, den Niederlanden, Portugal, Japan, Simbabwe, Mexiko und Argentinien Platz 1 der Albumcharts. Darüber hinaus kam Voulez-Vous in sechs weiteren Ländern in die Top Ten und erreichte Platz 2 in Neuseeland, Platz 3 in Spanien, Platz 4 in Kanada, Platz 5 in Australien und Platz 6 in Frankreich.

#### Singles
| Jahr | Titel B-Seite                             | Höchstplatzierung, Gesamtwochen, AuszeichnungChartplatzierungen (Jahr, Titel, B-Seite, Platzierungen, Wochen, Auszeichnungen, Anmerkungen) | Höchstplatzierung, Gesamtwochen, AuszeichnungChartplatzierungen (Jahr, Titel, B-Seite, Platzierungen, Wochen, Auszeichnungen, Anmerkungen) | Höchstplatzierung, Gesamtwochen, AuszeichnungChartplatzierungen (Jahr, Titel, B-Seite, Platzierungen, Wochen, Auszeichnungen, Anmerkungen) | Höchstplatzierung, Gesamtwochen, AuszeichnungChartplatzierungen (Jahr, Titel, B-Seite, Platzierungen, Wochen, Auszeichnungen, Anmerkungen) | Höchstplatzierung, Gesamtwochen, AuszeichnungChartplatzierungen (Jahr, Titel, B-Seite, Platzierungen, Wochen, Auszeichnungen, Anmerkungen) | Höchstplatzierung, Gesamtwochen, AuszeichnungChartplatzierungen (Jahr, Titel, B-Seite, Platzierungen, Wochen, Auszeichnungen, Anmerkungen) | Anmerkungen                                             | [↑]: gemeinsam behandelt mit vorhergehendem Eintrag; [←]: in beiden Charts platziert |
| Jahr | Titel B-Seite                             | DE | AT | CH | UK | US | SE | Anmerkungen                                             |                                                                                      |
| ---- | ----------------------------------------- | --- | --- | --- | --- | --- | --- | ------------------------------------------------------- | ------------------------------------------------------------------------------------ |
| 1979 | Chiquitita Lovelight                      | DE3 (26 Wo.)DE | AT6 (16 Wo.)AT | CH1 (15 Wo.)CH | UK2 Gold · (9 Wo.)UK | US29 (12 Wo.)US | SE2 (24 Wo.)SE | Erstveröffentlichung: 16. Januar 1979                   |                                                                                      |
| 1979 | Does Your Mother Know Kisses of Fire      | DE10 (15 Wo.)DE | AT13 (12 Wo.)AT | CH6 (10 Wo.)CH | UK4 Gold · (9 Wo.)UK | US19 (14 Wo.)US | — | Erstveröffentlichung: 27. April 1979                    |                                                                                      |
| 1979 | Voulez-Vous Angeleyes                     | DE14 (16 Wo.)DE | — | CH9 (6 Wo.)CH | UK3 Gold (Voulez-Vous) + Silber (Angeleyes) · (11 Wo.)UK                                                                                   | US80 (3 Wo.)US | — | Erstveröffentlichung: 6. Juli 1979                      |                                                                                      |
| 1979 | Angeleyes[DE: ↑][AT: ↑][CH: ↑][UK: ↑]     | DE14 (16 Wo.)DE | — | CH9 (6 Wo.)CH | UK3 Gold (Voulez-Vous) + Silber (Angeleyes) · (11 Wo.)UK                                                                                   | US64 (5 Wo.)US[SE: ↑] | — | Erstveröffentlichung: 6. Juli 1979 A-Seite: Voulez-Vous |                                                                                      |
| 1979 | I Have a Dream Take a Chance on Me (Live) | DE4 (27 Wo.)DE | AT1 (22 Wo.)AT | CH1 (12 Wo.)CH | UK2 Gold · (10 Wo.)UK | — | — | Erstveröffentlichung: 7. Dezember 1979                  |                                                                                      |

#### Singleauskopplungen in anderen Ländern
- As Good as New / I Have a Dream – Mexiko (# 1 - Oktober 1979 – 2 Wo.[16])

### Auszeichnungen für Musikverkäufe
In Deutschland bekam das Album 1979 eine Goldene Schallplatte verliehen und erzielte 2004 Platin-Status für mindestens 500.000 verkaufte Einheiten. In Schweden wurden in den ersten Monaten nach der Veröffentlichung 290.000 Alben verkauft. In Großbritannien erzielte Voulez-Vous bereits kurz nach der Veröffentlichung Platin für mindestens 300.000 Einheiten. In Kanada erzielte das Album nach drei Wochen Doppelplatin für 200.000 verkaufte Exemplare, während es in den USA für mindestens 500.000 mit Gold ausgezeichnet wurde. In Japan wurden von LP und Musikkassette insgesamt über 620.000 Einheiten abgesetzt; weiters erzielte das Album Gold in Hongkong für 10.000 Einheiten und wurde über 10.000 Mal in Malaysia verkauft. Auch in Argentinien wurde das Album über 200.000 Mal verkauft sowie über 450.000 Mal in Mexiko. In Irland verkaufte sich das Album innerhalb von sechs Wochen über 30.000 Mal und sogar in Ungarn wurden in einer Erstauflage 75.000 Exemplare abgesetzt.

| Land/Region                  | Auszeichnungen für Musikverkäufe (Land/Region, Auszeichnung, Verkäufe) | Verkäufe  |
| ---------------------------- | ---------------------------------------------------------------------- | --------- |
| Australien (ARIA)            | 2× Platin                                                              | 200.000   |
| Belgien (BRMA)               | Platin                                                                 | 50.000    |
| Dänemark (IFPI)              | Platin                                                                 | 20.000    |
| Deutschland (BVMI)           | Platin                                                                 | 500.000   |
| Finnland (IFPI)              | Platin                                                                 | 82.340    |
| Hongkong (IFPI/HKRIA)        | Gold                                                                   | 10.000    |
| Kanada (MC)                  | 2× Platin                                                              | 200.000   |
| Neuseeland (RMNZ)            | Platin                                                                 | 20.000    |
| Niederlande (NVPI)           | Platin                                                                 | 100.000   |
| Spanien (Promusicae)         | Gold                                                                   | 50.000    |
| Vereinigte Staaten (RIAA)    | Gold                                                                   | 500.000   |
| Vereinigtes Königreich (BPI) | Platin                                                                 | 300.000   |
| Insgesamt                    | 3× Gold · 11× Platin ·                                                 | 2.032.340 |

Hauptartikel: ABBA/Auszeichnungen für Musikverkäufe